# Cornus bretschneideri
Cornus bretschneideri är en kornellväxtart som beskrevs av L. Henry. Cornus bretschneideri ingår i släktet korneller, och familjen kornellväxter. Utöver nominatformen finns också underarten C. b. crispa.